# La voce del cuore (Tommy Parisi)
La voce del cuore  è il primo album del cantante barese Tommy Parisi, cantato in lingua napoletana e pubblicato nel 1996.

## Tracce

### Lato A
1. Arete a sti cancelle - (con Franco Staco)
2. Amore in ascensore
3. Voglie fà ammore cù ttè
4. Ti amo

### Lato B
1. Ddio
2. Tù me a dicere sì
3. Il mio problema sei tu
4. Preghiera a nù pate